# اوجی شویی مونوگاتاری
اوجی شویی مونوگاتاری (宇治拾遺物語) مجموعه‌ای از داستان‌های ژاپنی است که در اوایل سده ۱۳ میلادی نوشته شده‌است. پدیدآور آن نامشخص است و ممکن است چندین بار اصلاح و بازنگری شده باشد. این عنوان به معنای «برداشت‌هایی از اوجی دایناگون مونوگاتاری» است، کتابی که دیگر وجود ندارد. دایناگون، مشاور درجه یک دربار امپراتوری در اوجی، میناموتو نو تاکاکونی بود. این اثر به عنوان بخشی از ادبیات ستسووا طبقه‌بندی می‌شود. به دنبال مجموعه کونجاکو مونوگاتاریشو، این اثر نمایندهٔ ستسووا در دوره کاماکورا است.

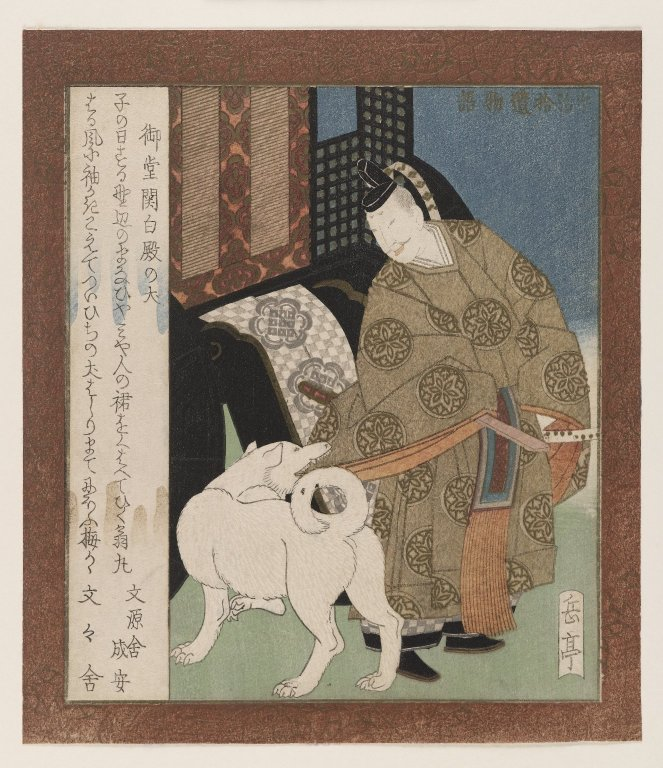
موزه بروکلین - سگ میدو کاناپاکو (سگ میدو کاناپاکو) از مجموعه داستان های اوجی - یاشیما گاکوتی

این مجموعه داستان از ۱۹۷ قصه در ۱۵ جلد تشکیل شده‌است. در پیش‌گفتار آمده است که شامل داستان‌هایی از کشورهای ژاپن، هند و چین می‌باشد. با این حال تعداد کمی از آن‌ها اصل هستند و بسیاری از داستان‌ها حاوی عناصر مشترکی با آثار قبلی همانند کونجاکو مونوگاتاریشو هستند.